# حفرية كيه إن إم إي آر 3733

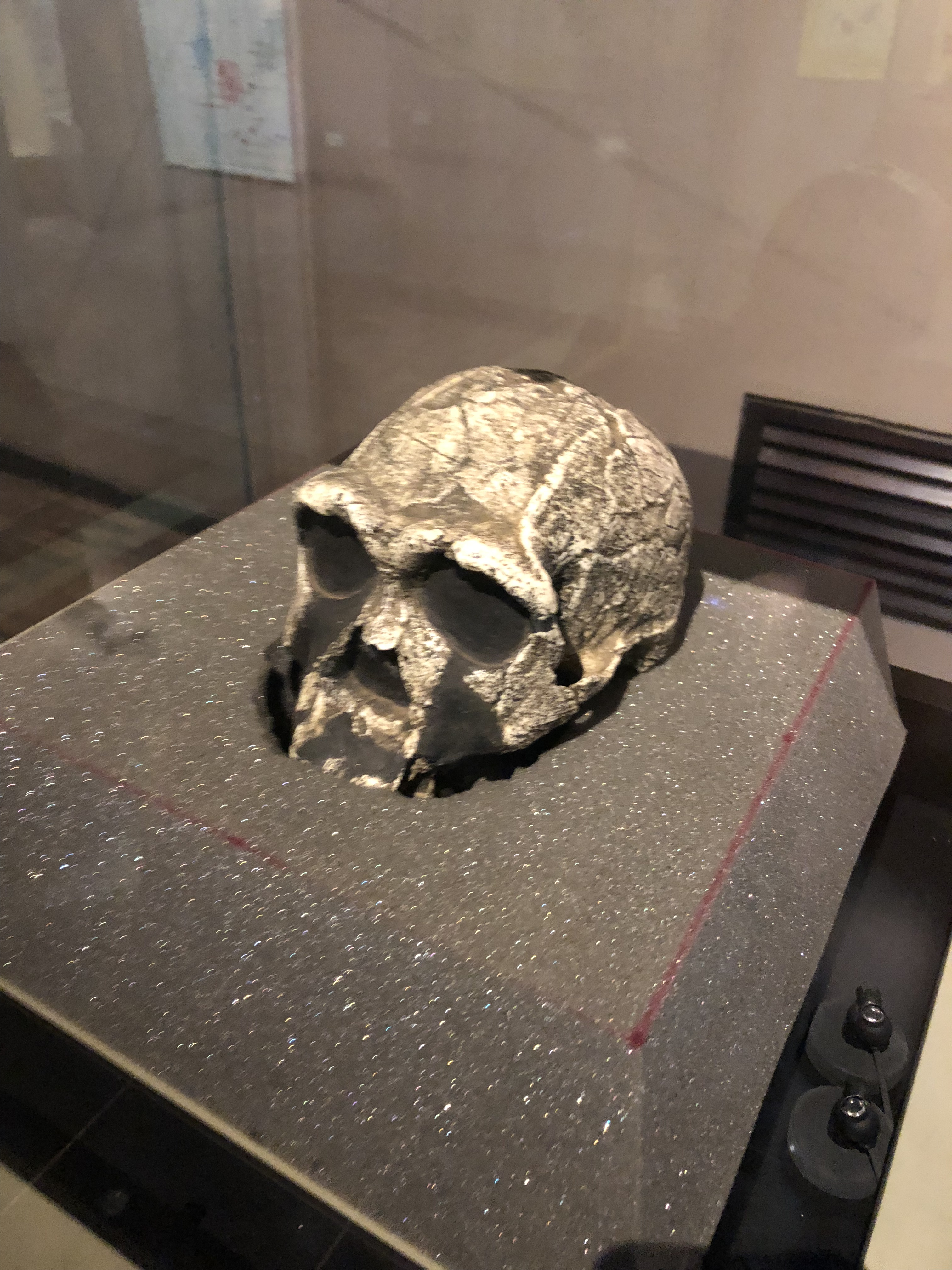
جمجمة حفرية كيه إن إم إي آر 3733

حفرية كيه إن إم إي آر 3733 (الاسم العلمي: KNM ER 3733)، هي مستحاثة من فصيلة القردة العليا لعظم قحف يعود لجنس الإنسان العامل (هومو إرغاستر) المنقرض والذي يُشار إليه كذلك بالإنسان المنتصب (هومو إريكتوس)، عُثر على هذه الحفرية في منطقة كوبي فورا بكينيا بجوار بحيرة توركانا عام 1975 من قبل أحد العمال الميدانيِّين في شركة ريتشارد ليكي ويُدعى برنارد نجينو، ويجدر التنبيه لعدم الخلط بينها وبين حفرية KNM WT 15000 والتي عُثر عليها أيضاً في نفس الموقع بالقرب من بحيرة توركانا بعد تسع سنوات تقريباً أي في العام 1984 وهي المعروفة بصبي توركانا.
تعتبر حفرية كيه إن إم إي آر 3733 واحدة من أقدم جماجم الإنسان المنتصب التي عُثر عليها في العالم، وقد قدَّرت الأبحاث الجديدة المُعتمدة على التصوير الطِباقِيّ المغناطيسي أنَّ عمرها يناهز 1.6 مليون سنة.
تُشكل حفرية كيه إن إم إي آر 3733 عظم قحف شبه كامل لجمجمة إنسان منتصب يبلغ حجم دماغها حوالي 850 سم مكعب تقريباً، وعند مقارنتها بالعينات الأخرى التي عُثر عليها في نفس الموقع قرب البحيرة المذكورة يعتقد الباحثون أنَّها تعود لأنثى لأنَّ حجم دماغها أصغر نسبياً، ويُعتقد أيضاً أنَّها لشخص بالغ بسبب التآكل الواسع في الأسنان وبسبب وجود الأضراس الثلاثة قبل الوفاة، كذلك فإنَّ الدروز القحفية ملتحمة بشكل شبه كامل وهو الأمر الذي يحدث عند البالغين فقط.
عُثر في عام 1984 على حفرية جديدة في نفس الموقع تقريباً أطلق عليها اسم صبي توركانا وعرفت بالرمز (KNM WT 15000)، وهي عبارة عن هيكل عظمي كامل تقريباً يعود لشاب من جنس الإنسان المنتصب كان يعيش قبل نحو 1.5 مليون سنة، وهذه العينة هي أكمل هيكل عظمي بشري مبكر تمَّ العثور عليه على الإطلاق، ويُقدَّر أن عمره عند الوفاة كان بين 7 – 11 سنة، وبالرغم من الاعتقاد واسع النطاق بأنَّ هذا الهيكل العظمي يعود لذكر بسبب شكل الحوض ولكنَّ هذا الأمر غير مؤكد بصورة جازمة بسبب حدوث الوفاة قبل البلوغ.